# Cento uomini e una ragazza
Cento uomini e una ragazza (One Hundred Men and a Girl) è un film del 1937 diretto da Henry Koster.

## Trama
John Caldwell è un bravo suonatore di trombone disoccupato che, disperato, chiede, inutilmente, al grande maestro Stokowski di dargli un posto nella sua orchestra. Finora è riuscito a nascondere la triste situazione alla figlia Beatrice, detta Betty, che, però, scopre presto la verità e scopre anche che suo padre, alla disperata ricerca di soldi ha usato parte del denaro trovato nella borsetta da sera di una signora per pagare i suoi debiti. Irrefrenabile e volitiva, la giovane ragazza, restituisce la borsetta, che contiene anche un prezioso portasigarette, alla signora Frost, un'esponente dell'alta società e moglie di John R. Frost, il ricco proprietario di una stazione radio, e per ricompensa chiede solo 52 dollari e 10 centesimi, (anche se la signora era disposta a dargliene almeno 200), perché tale è la somma che il padre ha usato per pagare l'affitto. Ricevuta i dollari, infatti, li ridà alla signora. Poi, invitata a cantare, si esibisce davanti a lei ed ai suoi ricchi amici che ne restano incantati. Racconta a tutti la situazione del padre e dei tanti musicisti disoccupati ed, allora, la signora, con un po' di leggerezza, si offre per sponsorizzare un'orchestra di artisti disoccupati se Betty sarà capace di metterla insieme. Credendole sulla parola, Betty e suo padre, tra molti intoppi, reclutano 100 musicisti in cerca di lavoro, affittano un garage ed iniziano a provare. Rendendosi conto che Betty le aveva creduto sul serio, la signora Frost fugge in Europa. La ragazza ed i suoi amici, allora, si rivolgono al marito della donna il quale, però, dice loro che non ha intenzione di sponsorizzarli, a meno che non riescano ad trovare un direttore d'orchestra famoso che sia di richiamo per il pubblico. La ragazza, indomabile, si propone, allora, di reclutare nientemeno che Leopold Stokowski, direttore della Filarmonica di Filadelfia, che si trova a New York per alcuni concerti, il quale, però, deve rifiutare perché in procinto di partire per l'Europa.
Poi, per un equivoco, però, si diffonde la notizia che Stokowski dirigerà davvero l'orchestra di musicisti disoccupati e che John R. Frost trasmetterà il concerto alla radio. Quando la notizia viene divulgata, Frost confessa il proprio imbarazzo ai suoi amici ma questi gli fanno notare che dalla vicenda ne sta derivando una pubblicità che potrà essere utile. Frost firma, allora, un contratto con l'orchestra dei cento musicisti, anche se Betty cerca di spiegare che Stokowski non ha accettato. Costui è, in effetti, stupito e risentito dalla notizia ma Patsy entra furtivamente nella sua sontuosa casa insieme all'intera orchestra, si scusa con lui ma insiste affinché ascolti i musicisti. Il direttore è così commosso dalla loro esecuzione della Rapsodia ungherese n. 2 di Liszt che rimanda la tournée europea e accetta l'incarico. Il concerto è un clamoroso successo per tutti, soprattutto quando Betty, invitata dal maestro a dire qualcosa al pubblico, decide, invece, di cantare " “Libiamo, ne' lieti calici”" da "La traviata" di Verdi.

## Colonna sonora
- It's Raining Sunbeam, Sam Coslow e Friedrich Hollaender
- A Heart That's Free, Alfred G. Robyn, Thomas T. Railey
- Rapsodia ungherese n. 2, di Franz Liszt
- Libiamo ne' lieti calici, da La traviata di Giuseppe Verdi
- Alleluja di Mozart (da Exsultate, jubilate K 165)
- estratti da Lohengrin di Wagner
- estratti dalla Sinfonia n. 5 di Čajkovskij

## Edizione italiana
Grande cura fu riservata all'edizione italiana; per trovare la voce che si adattasse al meglio alla protagonista Deanna Durbin furono necessari quattordici provini tra le migliori doppiatrici dell'epoca; fu scelta Rosetta Calavetta, la cui voce fu ritenuta estremamente simile a quella della Durbin, e che continuerà a doppiare l'attrice in sette film fino al 1945.

## Riconoscimenti
- Premi Oscar 1938
  - Oscar alla migliore colonna sonora (Charles Previn)
  - Candidatura all'Oscar per il miglior film
  - Candidatura all'Oscar per il miglior montaggio
  - Candidatura all'Oscar per il miglior montaggio sonoro
  - Candidatura all'Oscar per la miglior storia originale

## Curiosità
- Dopo il successo del film, il contratto di Deanna Durbin raddoppiò, salendo a 3000 dollari a settimana con un bonus di 10.000 dollari a film.
- Quando il film venne realizzato, Leopold Stokowski era co-direttore della Philadelphia Orchestra insieme a Eugene Ormandy.